# 沙托布萊爾
沙托布萊爾（英語：Chateaubelair）是加勒比海島國聖文森特和格林納丁斯聖文森特島聖大衛區的一個城鎮，也是該區的首府和最大城鎮，位於該島西北海岸，2006年人口741人。